# Шувалово (Мордовия)
 Шувалово  — деревня в Лямбирском районе Мордовии в составе  Кривозерьевского сельского поселения.

## География
Находится на расстоянии примерно 9 километров на север от города Саранск.

## История
Известна с 1793 года

## Население
Постоянное население составляло 171 человек (татары 75%) в 2002 году, 186 в 2010 году .